# بيت-ياخ
بيت-ياخ (بالروسية: Пыть-Ях) هي إحدى مدن روسيا في الكيان الفدرالي الروسي أوكروغ خانتي - مانسي الذاتية.